# Марк Кірк
Марк Стівен Кірк (англ. Mark Steven Kirk; 15 вересня 1959) — американський політик, член Республіканської партії. Сенатор США від штату Іллінойс. Капітан II рангу резерву ВМС США.

## Біографія
Народився у місті Шампейн. Після коледжу вступив до Корнельського університету, по закінченню якого отримав ступінь бакалавра історії. Ступінь магістра отримав у Лондонській школі економіки. Ступінь доктора отримав у центрі права Джорджтаунського університету. Протягом 1980-х та 1990-х працював юристом. З 1989 року в лавах резерву ВМС США. У 2001-2010 роках член Палати представників від штату Іллінойс. З листопада 2010 сенатор США від штату Іллінойс.